# Flugplatz Hüttenbusch

i7
i11
i13

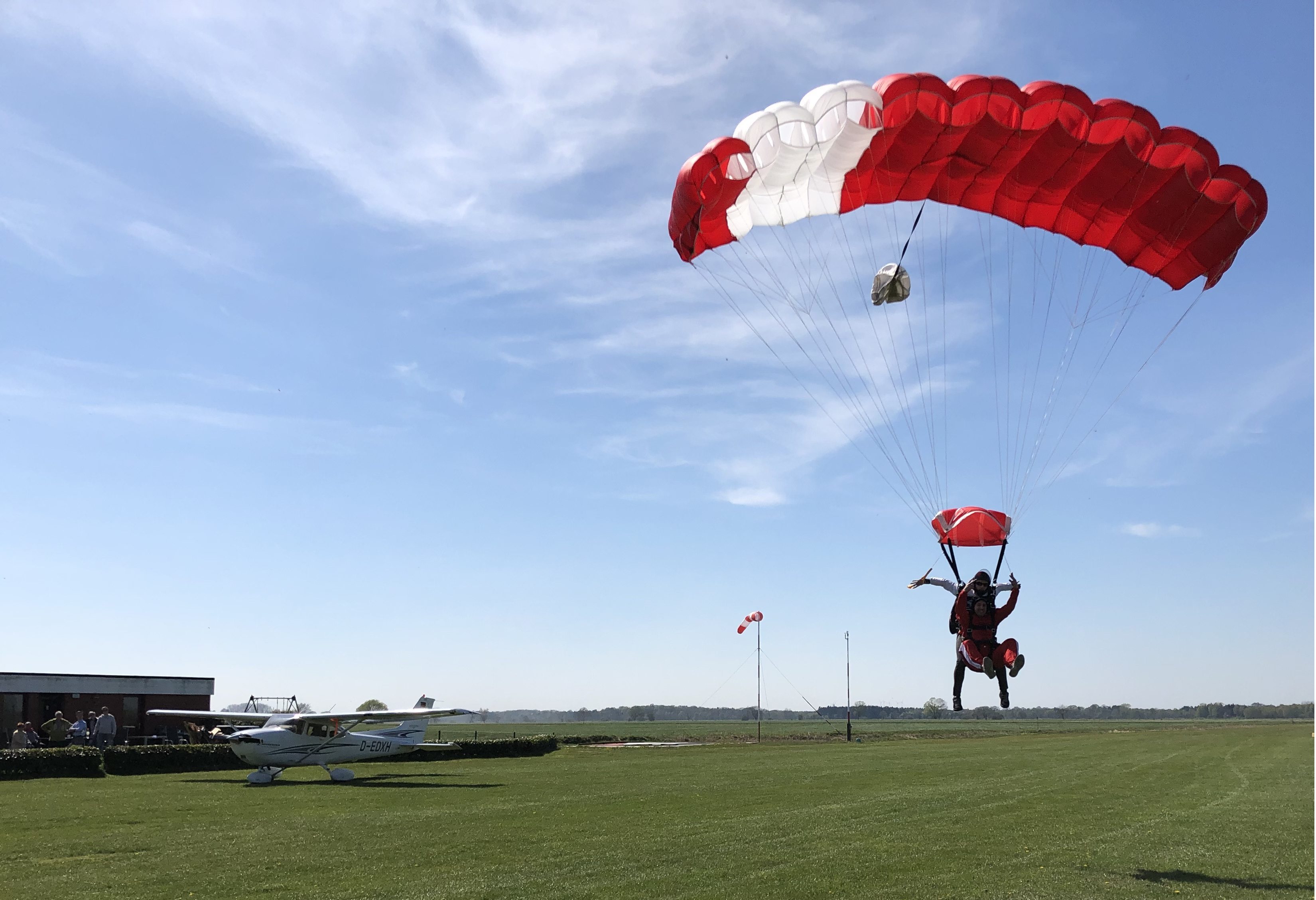
Tandem-Fallschirm bei der Landung

Der Flugplatz Hüttenbusch (ICAO-Code: EDXU) ist ein Sonderlandeplatz in Hüttenbusch, einem Gemeindeteil von Worpswede im Landkreis Osterholz in Niedersachsen. Er ist für Flugzeuge bis 2 t, Hubschrauber bis 5 t, selbststartende Motorsegler, und Ultraleichtflugzeuge zugelassen.

## Flugbetrieb
Der Flugplatz wird von Luftsportlern (Ultraleichtflugzeuge, Tragschraubern), Privatfliegern und hauptsächlich von den vereinseigenen Motorseglern genutzt. Außerdem werden Tandem-Fallschirmsprünge angeboten.